# Pietro Gambacorti
Pour les articles homonymes, voir Gambacorti.
Pietro Gambacorti (Pise, 1319 - Pise, 21 octobre 1392) était un noble italien.

## Biographie
Fils d'Andrea Gambacorta, il revient à Pise en 1369 avec sa famille après le départ de Francesco Gambacorta, jugé trop dans l'orbite florentine. D'abord capitaine des masnades, puis doge, il régna sur Pise de 1369 à 1392, date à laquelle il fut assassiné par Jacopo d'Appiano, assoiffé de pouvoir et en accord avec Gian Galeazzo Visconti. Avec cette conspiration, ses fils Lorenzo et Benedetto ont également été assassinés.
Ses fils étaient Benedetto, Andrea, Matteo, Lorenzo, Giuliano et la bienheureuse Chiara Gambacorti.

## Œuvres
- (it) Il Mediterraneo dall'unità di Roma all'unità d'Italia
- (it) Italia - Francia - Inghilterra nel Mediterraneo
- (it) La Monarchia di luglio e l'Italia
- (it) Il Sessantasei
- (it) Aspetti e fasi del problema del Mediterraneo occidentale nell'ultimo secolo
- (it) Corso di storia per licei classici e scientifici in  tre volumi, G. Principato